# Сирач
Сирач је насељено место и седиште општине у западној Славонији, Бјеловарско-билогорска жупанија, Република Хрватска.

## Историја
Сирач је био спахилук у 17. веку. Аустријски цар Леополд I га 19. јула 1696. године уступа Патријарху Арсенију III Чарнојевићу и његовим будућим наследницима на трону српске православне цркве. Радило се о граду и тврђави, селима (14), засеоцима и пустарама припадајућим. У месту је била подигнута црква, у делимично руинираном стању 1930-их, јер преостали Срби нису имали новца за радове. Срушена је 1938, уз намеру подизања нове, која је заиста подигнута и освећена 2. септембра 1940, када је уједно обележено и 250 година од Велике сеобе.
До територијалне реорганизације у Хрватској налазио се у саставу бивше велике општине Дарувар.

## Становништво
На попису становништва 2011. године, општина Сирач је имала 2.218 становника, од чега у самом Сирачу 1.416.

## Попис 1991.
На попису становништва 1991. године, насељено место Сирач је имало 1.747 становника, следећег националног састава:
| Попис 1991.‍   | Попис 1991.‍  | Попис 1991.‍ | Попис 1991.‍ | Попис 1991.‍ |
| ------------- | ------------ | ----------- | ----------- | ----------- |
|               |              |             |             |             |
| Хрвати        | Хрвати       |             | 1.501       | 85,91%      |
| Чеси          | Чеси         |             | 68          | 3,89%       |
| Срби          | Срби         |             | 54          | 3,09%       |
| Југословени   | Југословени  |             | 53          | 3,03%       |
| Италијани     | Италијани    |             | 8           | 0,45%       |
| Немци         | Немци        |             | 7           | 0,40%       |
| Бугари        | Бугари       |             | 1           | 0,05%       |
| Мађари        | Мађари       |             | 1           | 0,05%       |
| Македонци     | Македонци    |             | 1           | 0,05%       |
| Муслимани     | Муслимани    |             | 1           | 0,05%       |
| Словаци       | Словаци      |             | 1           | 0,05%       |
| Словенци      | Словенци     |             | 1           | 0,05%       |
| остали        | остали       |             | 2           | 0,11%       |
| неопредељени  | неопредељени |             | 30          | 1,71%       |
| регион. опр.  | регион. опр. |             | 1           | 0,05%       |
| непознато     | непознато    |             | 17          | 0,97%       |
| укупно: 1.747 |              |             |             |             |